# English country house

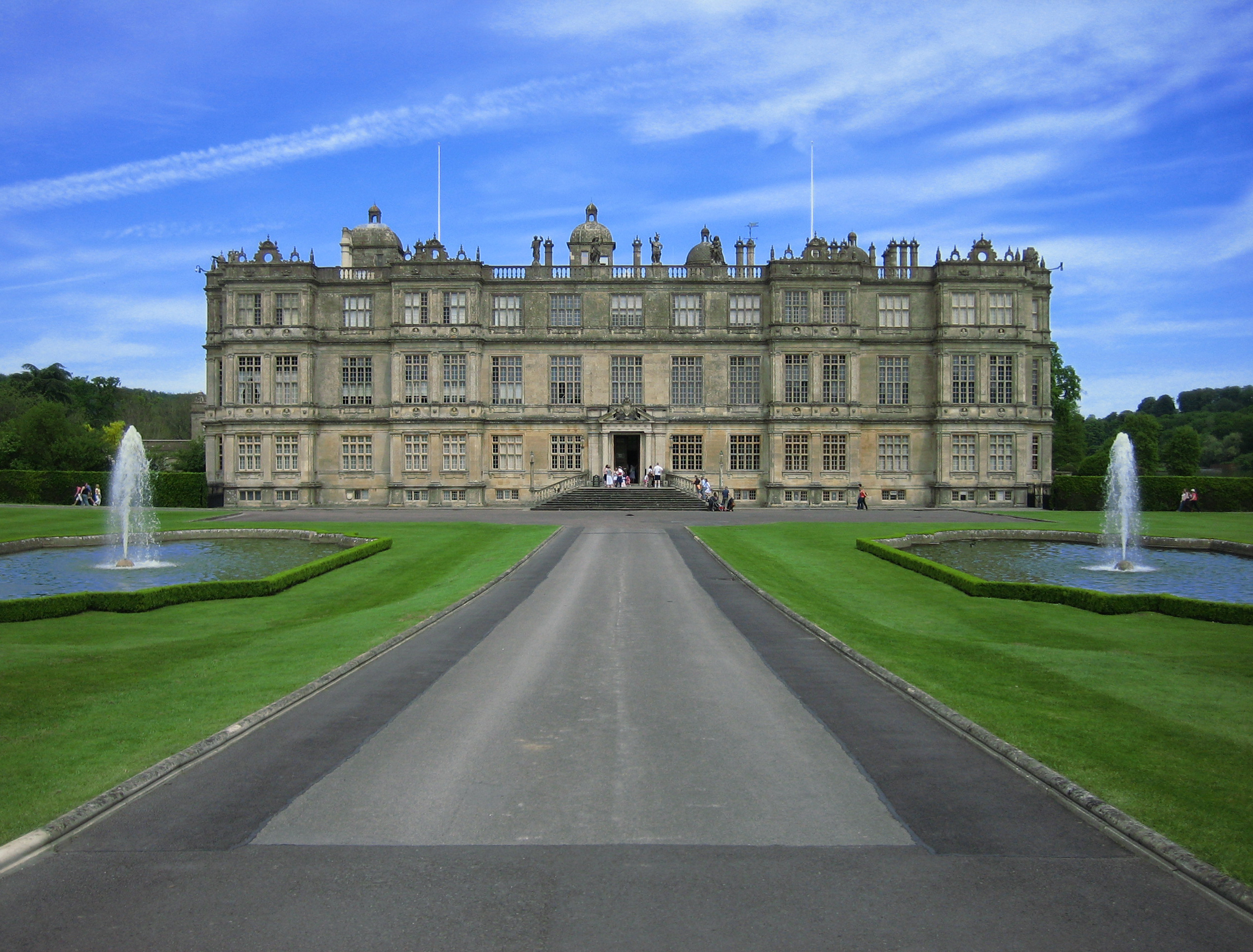
Longleat House

Als English country house wird ein repräsentativer englischer Landsitz für eine Familie der Landed Gentry bezeichnet. Das Pendant sind die Stadthäuser.
Beispiele sind Blenheim Palace, Burghley House, Chatsworth House, Hatfield House, Highclere Castle, Longleat House, Montacute House, Shugborough Hall.
Vergleiche auch Treasure Houses of England.